# قنزيون
القنزيوّن قبيلة كنعانية جاء في كتاب العهد القديم (التكوين 15:18 و19) أن الرب وهَب أرضها لبني إسرائيل.
لم يتم ذكرهم بين سكان كنعان الآخرين في (الخروج 3: 8 ويشوع 3:10) وربما سكنوا جزءًا من شبه الجزيرة العربية، في حدود سوريا.